# Promoe
Promoe, właśc. Mårten Edh, (ur. 28 kwietnia 1976 w Västerås) – szwedzki raper. Członek szwedzkiego zespołu Looptroop. W jego utworach często obecne są wpływy muzyki reggae. W lutym 2007 r. był najczęściej słuchanym szwedzkim raperem w serwisie Myspace. W 2006 r. Promoe został zdissowany przez niemieckiego rapera Kool Savasa, na co szwedzki raper odpowiedział mu w kawałku "Sag Was". W swoich tekstach, Promoe często porusza tematy polityczne, ostro krytykując obecny porządek społeczno-gospodarczy oraz kulturę Zachodu. Jest weganinem i anarchistą, identyfikuje się z ruchem straight edge.

## Dyskografia
Albumy studyjne
| Government Music            | - Data: 2001 - Wydawca: David Vs. Goliath             | 35 |
| The Long Distance Runner    | - Data: 22 marca 2004 - Wydawca: David Vs. Goliath    | 13 |
| White Man’s Burden          | - Data: 25 września 2006 - Wydawca: David Vs. Goliath | 10 |
| Standard Bearer             | - Data: 7 czerwca 2007 - Wydawca: David Vs. Goliath   | —  |
| Kråksången                  | - Data: 29 kwietnia 2009 - Wydawca: David Vs. Goliath | 4  |
| "—" album nie był notowany. |                                                       |    |

Single
| DJ Mobster feat. Promoe & CapeNape - "Medicine" | 2007 | —  | 4  | — |
| "Mammas Gata"                                   | 2009 | 58 | —  | — |
| "Svennebanan"                                   | 2009 | 1  | 11 | 4 |
| "—" singel nie był notowany.                    |      |    |    |   |

## Nagrody i wyróżnienia
| Rok  | Kategoria           | Tytułem                  | Nagroda | Nota      | Źródło |
| ---- | ------------------- | ------------------------ | ------- | --------- | ------ |
| 2002 | Årets Hip-Hop/Soul  | Government Music         | Grammis | Nominacja | [ 11 ] |
| 2005 | Årets Hip-Hop/Soul  | The Long Distance Runner | Grammis | Nominacja | [ 12 ] |
| 2007 | Årets Hip-Hop/Soul  | White Man’s Burden       | Grammis | Nominacja | [ 13 ] |
| 2010 | Årets Klubb/Hip-Hop | Kråksången               | Grammis | Laur      | [ 14 ] |